# Refugiados do Iêmen

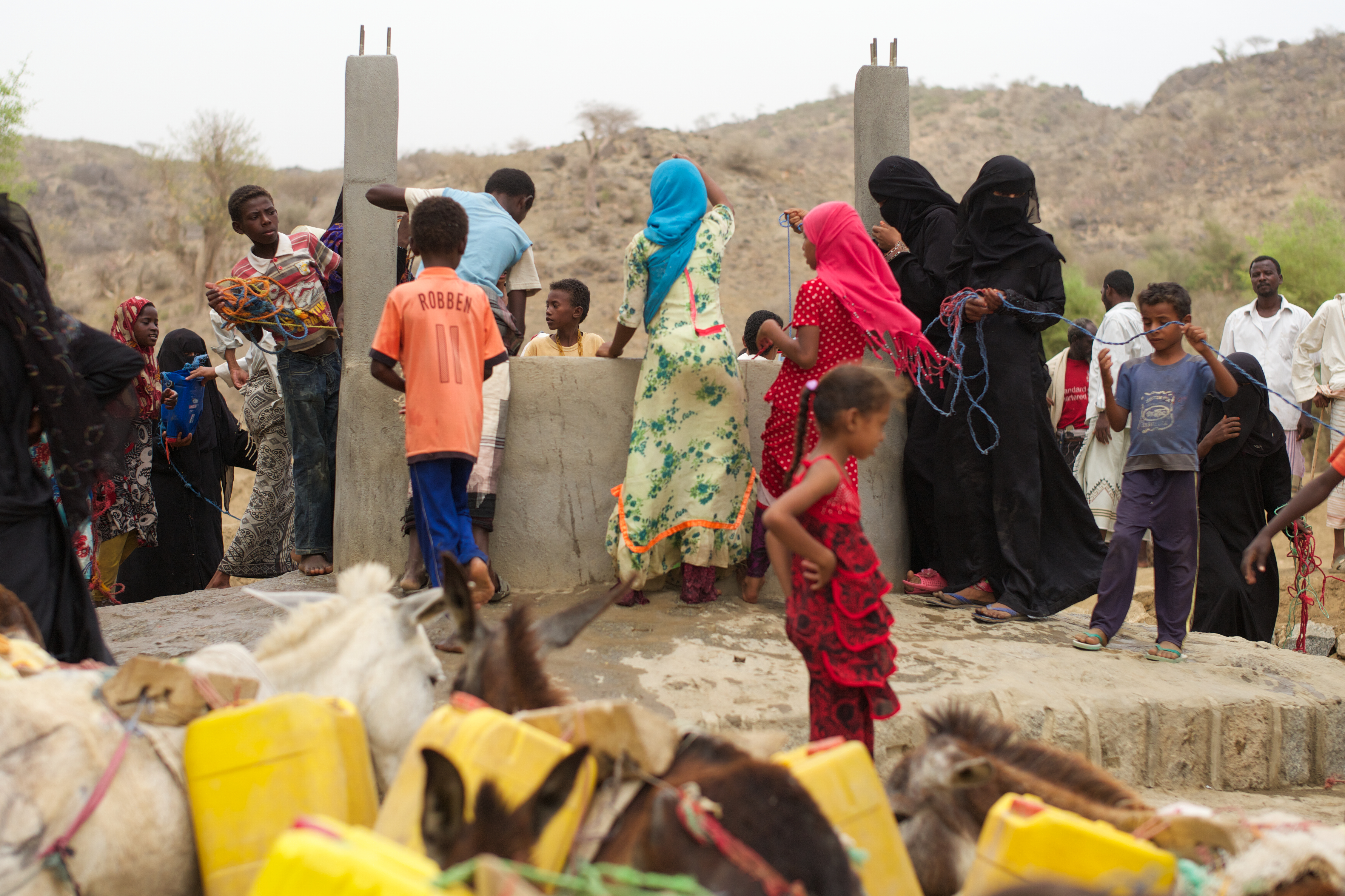
Crianças iemenitas da aldeia Aslam em Hajjah

Os refugiados da Guerra Civil Iemenita ou refugiados iemenitas são cidadãos e residentes permanentes da República do Iêmen, que fugiram de seu país de origem por conta dos conflitos causados pela Guerra Civil Iemenita em 2014 e buscaram em outras partes do mundo um local seguro longe desses problemas que podem levar riscos à vida de sua família. Cerca de 54% do total de refugiados iemenitas regionais estavam nos países HOA (Chifre Africano), Somália (38%), Etiópia (15%) e Sudão (7%). Não há apenas movimento da população do Iêmen para HOA, mas também da HOA para o Iêmen.
Desde 2011 a guerra já matou mais de 100 mil pessoas e 21 milhões de pessoas precisam de assistência humanitária, no entanto, a crise no Iêmen foi subestimada e ofuscada por outros conflitos, gerando um cenário ainda mais grave, pois há pouco movimento para a resolução dos problemas, por conta disso, a ONU julga ser a maior crise humanitária do mundo.
A ACNUR estima que o conflito causou o deslocamento de cerca de 3.154.572 pessoas, das quais 2.205.102 permanecem deslocadas em todo o país e cerca de e 949.470 tentaram voltar para casa. Em 2015 houve um ataque aéreo em um campo de refugiados iemenitas que causou a morte de dezenas de pessoas, incluindo mulheres e crianças. As violações de direitos humanos são comuns nesse conflito, com centenas de denúncias.

## Violações de direitos humanos
Ataques parecidos têm se tornado muito comuns nas vidas dos iemenitas. Como pode se ver na reportagem de Nima Elbagir com a refugiada Amina Ali Qassim para o jornal CNN:
Ela estava acordada em uma mesquita na ilha iemenita de Birim, contando as explosões enquanto seu neto chorava em seu colo, quando escutou seu vizinho gritando desesperadamente “você tem que ir, eles estão vindo”. Qassim apenas correu e quando saiu da casa o primeiro míssil caiu bem ao seu lado. “Queimou tudo, até o chão” Qassim conta.

Na manhã seguinte fugiu com mais 3 famílias em um frágil barco de pesca para o norte de Djibouti, onde o governo estava fornecendo barracas plásticas para os refugiados ao redor das cidades. Qassim ainda diz que suas duas filhas ficaram presas no Iêmen, pois não conseguiu alcançá-los. 
Em desrespeito ao Direito Internacional Humanitário, as partes em conflito são frequentemente acusadas de colocar alvos militares perto da população civil, o que provavelmente contribuiu para o devastador impacto sobre os civis. O conflito continua a impedir o acesso físico e econômico aos alimentos, deixando cerca de 13,5 milhões de pessoas em crise alimentar, que deverá aumentar para 16,2 milhões no primeiro semestre de 2021. Além disso, um estudo realizado pela universidade de Oxford em campos de refugiados no Djibuti mostrou que o casamento infantil entre iemenitas e somalis é uma problemática frequente nessa comunidade. Foi registrado ilegalmente o casamento de 1239 mulheres entre 10 e 19 anos, representando 7,8% dessa população

## Refugiados na Ilha de Jeju
Em decorrência da Guerra e da busca por novos lugares para morar, 552 refugiados iemenitas se refugiaram na Ilha Jeju, na Coréia do Sul, entre 2016-2018. Os refugiados primeiro tentaram refúgio na Malásia, mas como o país não faz parte da Convenção dos Refugiados da Organização das Nações Unidas de 1951, o Governo da Malásia os expulsou de lá. 
Buscando um novo lugar para morar, os iemenitas foram para a Coréia do Sul como turistas, mas pediram refúgio quando desembarcaram na Ilha Jeju. A Ilha possui políticas de entrada de turistas especiais para aumentar o turismo desde 2002, o que facilitou a entrada.  O Governo Sul-Coreano mudou essas políticas em 2018, impondo restrições de entrada de iemenitas no país. O Serviço de Imigração Sul-Coreano auxiliou os refugiados a se instalarem no país e encontrarem trabalho, além de prover itens básicos para eles se manterem. 
Mais de 540.000 coreanos assinaram uma petição da Blue House exigindo que o governo mudasse a Política de Imigração, e em 12 de julho de 2018 centenas de coreanos protestaram contra a presença de imigrantes da Ilha Jeju. Em 2 de agosto do mesmo ano, o legislador Cho Kyoung-Tae fez uma conferência em que discutia a possibilidade de expulsar refugiados de Jeju, e exigiu que a entrada de qualquer estrangeiro sem visto devia ser abolida da Ilha. O Legislador Lee Un-Ju chamou os refugiados de "farsantes que estão buscando dinheiro e emprego fácil". 
Em 2019 o primeiro restaurante iemenita foi aberto na Ilha Jeju, chamado "Wardah", que significa "chão" em árabe, por um refugiado que depois se casaria.

## Dias atuais
Enquanto isso, anos de conflito combinado com outros fatores levou ao colapso das instituições públicas e diminuiu sua capacidade de prevenir e responder às violações e abusos de direitos. Em meio a uma crise que se aprofunda, com a vinda da pandemia do Covid-19 e com o sistema de saúde já sobrecarregado, agravou-se ainda mais os riscos de proteção existentes, fora o acesso humanitário restrito e a falta de financiamento continua sendo um desafio significativo, dificultando a vida de milhões de iemenitas. Em 2020, houve inundações que causaram vítimas e destruição de várias propriedades, mais de 4.200 incidentes relacionados ao acesso foram relatados, afetando os deslocados internos, o que aumentou cerca de 7,8 milhões de pessoas necessitadas. 
| Distritos                     | Deslocados internos |
| ----------------------------- | ------------------- |
| Marib (Marib)                 | 16,44%              |
| Marib City (Marib)            | 14,74%              |
| Ad Durayhimi (Al Hudaydah)    | 4,51%               |
| Qa'tabah (Al Dhalee)          | 4,32%               |
| Raghwan (Marib)               | 4,01%               |
| Khabb Wa ash Sha'af (Al jawf) | 3,51%               |
| Medghal (Marib)               | 3,14%               |
| Ad Dhale'e (Al Dhalee)        | 3,03%               |
| Al Abr (Hadramaut)            | 2,27%               |
| Al Khawkhah (Al Hudaydah)     | 2,09%               |